# 鄭忠泰
鄭忠泰是香港資深編劇，1980年代加入新藝城電影公司成為編劇，作品有《何必有我》此電影為鄭則士得到香港電影金像獎最佳男主角之作，另外與吳文輝多次合作為電影編劇，如《八星報喜》、《阿郎的故事》等，其中《阿郎的故事》令二人獲得第9屆香港電影金像獎最佳編劇提名。
1989年加入亞洲電視任職編劇，1990年代初期為多部電視劇集擔任編審，於2010年代加入無綫電視任職編劇。

## 編審／編劇列表

### 電影
- 1983年：我愛夜來香 (故事)
- 1985年：開心鬼放暑假 (故事)
- 1985年：何必有我
- 1987年：呷醋大丈夫
- 1987年：衛斯理傳奇
- 1987年：心跳一百
- 1988年：八星報喜
- 1988年：大丈夫日記
- 1989年：阿郎的故事
- 1990年：血在風上
- 1990年：小偷阿星
- 1990年：開心鬼救開心鬼
- 1990年：中日南北和
- 1990年：小心間諜
- 1991年：老豆唔怕多
- 1992年：家有囍事 (故事)
- 1993年：馬伕手記
- 1993年：紙盒藏屍之公審
- 1994年：不文女學堂
- 1994年：馬神
- 1995年：金玉滿堂
- 1995年：廣州殺人王之人皮日記
- 1996年：大三元
- 1996年：南洋第一邪降
- 1996年：六魔女

### 亞洲電視
- 1989年：上海風雲、霹靂神將、大靈界
- 1990年：難兄難弟、中華英雄、赤子雄風、亡命天涯路
- 1991年：發達智多星
- 1992年：伯虎為卿狂、今裝戲寶
- 1993年：銀狐、勝者為王III王者之戰、馬場風雲
- 1994年：冬日驕陽
- 1996年：殭屍道長II、親親，親人
- 2002年：吉祥任務
- 2003年：暴風型警
- 2004年：異世驚情夢

### 無綫電視
- 2011年：團圓、九江十二坊、結·分@謊情式、萬凰之王
- 2012年：耀舞長安、法網狙擊
- 2013年：好心作怪、神鎗狙擊
- 2014年：食為奴、飛虎II
- 2015年：潮拜武當
- 2016年：殭、超能老豆、流氓皇帝
- 2017年：乘勝狙擊、我瞞結婚了
- 2018年：逆緣
- 2020年：黃金有罪、大醬園
- 2022年：黯夜守護者、超能使者
- 2023年：新四十二章
- 2024年：本尊就位

## 外部連結
- 鄭忠泰 - HKMDB （页面存档备份，存于）